# Frank Salewski

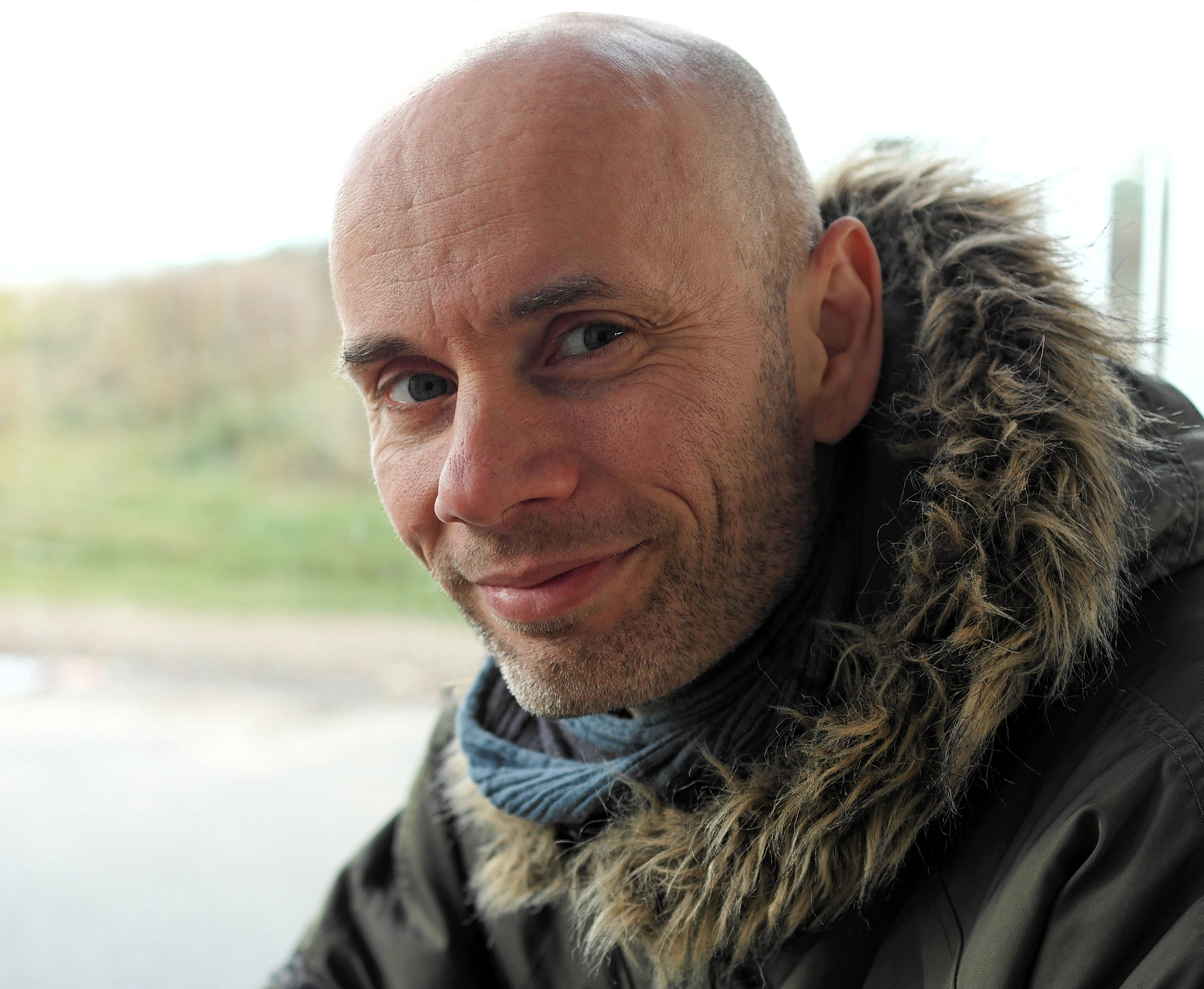
Frank Salewski (2012)

Frank Salewski (* 1967 in Schenefeld) ist ein deutscher Lehrer und Autor.

## Leben
Salewski wuchs bis zu seinem zehnten Lebensjahr in Norderstedt bei Hamburg auf und zog dann mit seinen Eltern in ein Dorf in der schleswig-holsteinischen Provinz. Als „Stadtjunge“ hatte er es schwer, sich in die „geschlossene Gesellschaft“ des Dorfes einzufinden. Seine schwierigen Erfahrungen verarbeitete er später literarisch. Nach seinem Schulabschluss machte Salewski eine Berufsausbildung als Elektroinstallateur und arbeitete dann zwei Jahre lang als Elektromechaniker bei der Deutschen Lufthansa in Hamburg. Mit 23 Jahren ging er wieder regulär – zusammen mit 15- bis 17-jährigen Mitschülern – auf ein Gymnasium. Er legte sein Abitur ab und studierte danach Geschichte und Politik auf Lehramt an der Christian-Albrechts-Universität in Kiel und der Universität in Bremen, an der er 1999 sein Studium abschloss.
Anschließend absolvierte Salewski ein zweijähriges Referendariat als Gymnasiallehrer, zunächst für kurze Zeit in Wismar und dann in Braunschweig. Danach ging er nach Bremen zurück und arbeitete sieben Jahre an einem Förderzentrum in einem sozialen Brennpunkt in Bremen-Blumenthal mit verhaltensauffälligen Schülern. Seit 2009 unterrichtet er an einer in Bremen-Horn-Lehe gelegenen Oberschule mit dem Schwerpunkt gymnasiale Oberstufe.
Nun arbeitet er als Lehrer auf der Oberschule an der Ronzelenstraße, u. a. mit dem Schwerpunkt Geschichte.
Salewski ist verheiratet und hat mit seiner Frau eine Tochter. Die Familie lebt in Bremen.

### Literarisches Schaffen
Salewski kam erst spät neben seinem Beruf zum Schreiben und arbeitete bislang nur in den Sommerferien und jeweils sehr intensiv an seinen Büchern, wobei er seine Themen auf eigenen Lebenserfahrungen aufbaute. 2010 schrieb er während der Ferienzeit sein erstes Buch mit dem Titel Zugezogen. Abrechnung mit einem Dorf, in dem er seine belastenden Kindheits- und Jugenderfahrungen verarbeitete und die Geschichte eines Jungen erzählt, der als 8-Jähriger in ein Dorf zieht. Das Buch brachte er im Selbstverlag heraus.
2011 schrieb Salewski während der Sommerferien seinen Roman Heimgekehrt – Wäre er doch gefallen, in dem er sich mit einem tabuisierten Martyrium vieler Frauen in der deutschen Nachkriegsgeschichte befasste: Der aus Krieg und Gefangenschaft verroht und traumatisiert heimkehrende Geliebte und Ehemann von einst war ein Fremder geworden – und blieb ein Fremder. Salewski bediente sich dabei des Mittels eines fiktiven Nachlassfundes, einem angeblich nach dem Tod seiner Großmutter gefundenen Koffer voller Briefe und Tagebuchnotizen, und verarbeitete den Stoff zu einem im schleswig-holsteinischen Quickborn spielenden Briefroman. Tatsächlich hatte er als Junge immer den Erzählungen seiner in Quickborn lebenden Großmutter und deren Freundinnen mit Interesse gelauscht, wenn er seine Ferien bei ihr verbrachte, und dabei von diesen tabuisierten und meist verschwiegenen Themen erfahren. Er nahm einige wenige autobiografische Geschehnisse mit in seinen Roman auf.
Salewskis Debütroman Heimgekehrt erschien dann 2012 im süddeutschen Independent-Verlag Killroy Media und wurde u. a. auf der Frankfurter Buchmesse sowie bei Buchlesungen vorgestellt. Das Buch fand auf Anhieb einige Beachtung bei Publikum und Kritik. So wurde es zum Beispiel von der Westdeutschen Allgemeinen (WA) zu den „zehn Büchern“ gezählt, die dem WA-Rezensenten „auf der Frankfurter Buchmesse 2012 auffielen“, und der öffentlich-rechtliche Sender Radio Bremen TV brachte Anfang 2013 ein Fernsehinterview mit Salewski zu seinem „Tabuthema-Buch“. Inzwischen kam das Buch auch in englischer Übersetzung als E-Book im Bremer E-Book-Verlag Strombuch heraus.
2013 erschien, ebenfalls im Verlag Killroy Media, Salewskis zweites Buch Fußballmord, das er während der Sommerferien 2012 geschrieben hatte. Er verarbeitete darin wiederum persönliche Erfahrungen, u. a. als früherer Leistungssportler, mit Fiktion. Salewski lässt das Buch in München spielen und thematisiert aktuelle Probleme des Bundesliga-Alltags wie Leistungsdruck, Homosexualität und Steuerhinterziehung, die er in einen Kriminalroman einbettet und aus der Sicht eines jungen Fußballprofis schildert, der gerade von einem Amateurverein zu einem großen Bundesligaclub gewechselt ist.
Die Kurzgeschichten Der Schreibwettbewerb erschienen 2014 und Karbonade oder Blutwurst 2015.
Im Dezember 2015 erschien der Roman Heimatlos, in dem der Autor die Integrationsproblematik und den Arabischen Frühling aus der Sicht eines interkulturellen Liebespaares darstellt.
Im September 2022 erschien der Roman „Braunsiel: Eine Dorfgeschichte“ wieder bei KILLROY media.
In der Geschichte des fiktiven Dorfes Braunsiel erzählt der Autor, selbst in einem kleinen Dorf groß geworden, wie sich von den 1930er Jahren bis in die Gegenwart die unheilbringende Verbindung von Gewalt, Mitläufer- und Duckmäusertum sowie Fremdenhass immer wiederholt und wie der braune Hauch, bzw. Sturm der Nationalsozialisten, die Protagonisten des Romans, im 20. und 21. Jahrhundert, immer wieder auf dramatische Weise berührt.

## Werke
- Heimgekehrt – Wäre er doch gefallen (= Killroy 10 + 1 Stories, Band 13). 1. Auflage. Killroy Media, Asperg 2012, ISBN 978-3-931140-17-5 (Rezension).

- englischsprachige E-Book-Ausgabe: Back Home Why? Übertragung ins Englische von Ludmilla Salewski und Anja Rademacher. E-Book, Strombuch, Bremen 2013 (u. a. als iTunes-Version und als Kindle-Edition).

- Fußballmord (= Killroy 10 + 1 Stories, Band 14). 1. Auflage. Killroy Media, Asperg 2013, ISBN 978-3-931140-16-8.
- Heimatlos – Tunis / Hamburg / Bremen. 1. Auflage strombuch, Bremen Dezember 2015, ISBN 978-1-5194-3263-6
- Braunsiel – Eine Dorfgeschichte (KILLROY Roman). 1. Auflage. Killroy Media, Ludwigsburg 2022, ISBN 978-3-931140-45-8